# كأس نيوزيلندا 1930
كأس نيوزيلندا 1930 (بالإنجليزية: 1930 Chatham Cup)‏ هو موسم من كأس نيوزيلندا. فاز فيه نادي بيتون ‏.